# Kabupaten Bener Meriah
Kabupaten Bener Meriah es una de las regencias o municipios (kabupaten) localizado en la provincia de Aceh en Indonesia. El gobierno local del kabupaten y la capital se encuentra en la ciudad de Simpang Tiga Redelong.
El kabupaten de Bener Meriah comprende una superficie de 1.888,70 km² y ocupa parte del norte de la isla de Sumatra. La población se estima en unos 113.193 habitantes.
El kabupaten se divide a su vez en 7 Kecamatan.

## Lista de Kecamatan
1. Timang Gajah
2. Pintu Rime Gayo
3. Bukit
4. Wih Pesam
5. Bandar
6. Syiah Utama
7. Permata

## Enlaces
- Official website (en indonesio)

- Datos: Q5719
- Multimedia: Bener Meriah Regency / Q5719